# Augstenhüreli
Augstenhüreli är en bergstopp i Schweiz. Den ligger i distriktet Prättigau/Davos och kantonen Graubünden, i den östra delen av landet, 190 km öster om huvudstaden Bern. Toppen på Augstenhüreli är 3 026 meter över havet.